# Książ Wielkopolski
Książ Wielkopolski is een stad in het Poolse woiwodschap Groot-Polen, gelegen in de powiat Śremski. De oppervlakte bedraagt 1,96 km², het inwonertal 2663 (2005).

## Verkeer en vervoer
- Station Książ Wielkopolski